# 西豐川站
西豐川站（日语：／ Nishi-Toyokawa eki */?）是位於愛知縣豐川市美幸町，日本國有鐵道（國鐵）的飯田線西豐川支線車站（廢站）。路線在1942年（昭和17年）開業，在1956年（昭和31年）廢除。

## 歷史
西豐川站屬於西豐川支線的車站。當時豐川市內開設了豐川海軍工廠，為了運送物資和從業員而敷設該支線。路線開通的日期是工廠啟用（1939年（昭和14年）12月）後約2年半的1942年5月12日。同時西豐川站開始營業。當時，飯田線南部由豐川鐵道（私鐵）營運。因此從豐川站延伸的西豐川支線與終點站西豐川站也是豐川鐵道經營。西豐川站可處理旅客和貨物，因此被定義為一般車站。
西豐川站位於海軍工廠用地外。另外，支線中也設有專用線，連接至工廠內（幹線長2公里，側線長1.6公里）。由於西豐川支線內已經電氣化，而專用線部分區間也電氣化，因此有電動列車直通至專用線內。一般乘客只可在西豐川站上下車，而工廠職員和工廠相關人士可乘坐電動列車直接進入工廠內，於北東門乘降場上下車。
在1943年（昭和18年）8月1日，豐川鐵道線全線被國有化。使西豐川站變由國鐵營運。在2年後的1945年（昭和20年）10月，隨著戰爭結束，工廠也關閉。在工廠關閉後，西豐川站仍然營業。但是，使用人次（乘車人次）減少至1日平均100人，因此最後在1956年9月15日廢除。
在車站廢除後，雖然西豐川支線也被廢除，但是該線的路軌上仍然連接工廠遺址，該處開設了國鐵濱松工場豐川分工場。在1963年（昭和38年）分工場關閉後由日本車輛製造接手，變成日本車輛製造豐川製作所專用線，該專用線現時還在運作。

## 相鄰車站
日本國有鐵道
飯田線（西豐川支線）
豐川－西豐川

## 注腳
1. ↑  正因為此，海軍工廠遺址建設了日本車輛製造豐川製作所，於該處製造的東海旅客鐵道（JR東海）電動列車在落成後會自行試行，從該處至關原站之間進行試車，然後返回各自的車輛區。